# 四座楼 (青岛)
36°3′52.2″N 120°18′56″E / 36.064500°N 120.31556°E
“四座楼”是原址位于中国山东省青岛市市南区湖南路29号、31号的四座建筑，建于1900-1901年，最初为德占时期地产公司祥福洋行所建设的出租公寓，其中东侧的三座楼于1920年代后长期为铁路第一小学校舍，1990年代拆除。

## 历史
1900至1901年，德国人阿尔弗雷德·希姆森（Alfred Siemssen）创办的祥福洋行地产公司在伊伦娜街（Irenestraße，今湖南路）东段、路易特波尔德街（Luitpoldstraße，今浙江路）两侧的M和N街区建设了四座出租公寓，是为祥福洋行受胶澳总督府委托，在青岛欧人区建成的第一批住宅。其中位于东侧N街区的三座公寓自东向西分别为1、2、3号楼，其样式完全相同，西侧M街区为4号楼，与前三座楼相似。这四座公寓在德占时期中文手绘地图被俗称为“四座楼”。《青岛新报》编辑部曾设于其中一栋楼内。1914年日军占领青岛后，祥福洋行地产被全部没收。
1922年12月北洋政府接收青岛后，东侧三座楼的其中一座曾为胶澳商埠财政局址，该局1923年3月设立，1924年4月裁撤，改设胶澳商埠督办公署财政科。1924年9月，胶济铁路局创办胶济铁路青岛小学校，次年迁至原祥福洋行公寓的1、2、3号楼作为校舍。1938年1月日军再次占领青岛，校舍被日军占据，设备遭洗劫。1939年4月5日复校，改名为青岛扶轮小学校。1945年后曾改名为交通部津浦区第五扶轮小学。1949年青岛解放后，该校由济南铁路局接管，改称青岛铁路职工子弟第一小学，简称“铁一小”。该校设于此处直至2003年撤销。
1996年，原N街区祥福洋行公寓1、2、3号楼被拆除，以建设新校舍，仅余2、3号楼后侧的附属建筑保存至今，该址现为青岛榉园学校。位于湖南路31号的4号楼则已于1990年代初拆除。

## 建筑特色
建成之初的“四座楼”沿湖南路一字排开，距海边两个街区。1、2、3号楼体量方正，设计对称，样式完全相同。朝南的正立面中央为装饰夸张的主入口，拱门周围的门套以四根立柱支撑。入口上方的山墙处理相对简单，两侧1、3号楼的山墙仅以纵横线脚划分，中央2号楼山墙略微复杂，以两条弧形线脚托起三角形的顶部，并镌刻着房屋建造年代“1900”。山墙与入口两侧为木制敞廊，中央2号楼的敞廊装饰与两侧1、3号楼也略有不同。屋顶为平缓的坡屋顶。位于另一街区的4号楼体量稍大，正立面全部为木制敞廊，屋顶为平缓的歇山顶，南坡开有两处圆形老虎窗。
四座建筑具有浓郁的热带氛围，据推测与建筑师兼业主希姆森在东南亚的生活经历有关。可能由于德占时期初期经费与建设时间紧张，四座建筑样式较为简约实用，虽紧邻市中心，建筑密度却很低，整体具有临时性色彩。

## 图集
- 初建时的“四座楼”，后侧可见水师饭店（左）和正在建造的圣言会会馆（右）
- “四座楼”后侧，1901年
- “四座楼”，左侧为4号楼（今湖南路31号址），约1913年
- 胶澳商埠财政局，1924年《接收青岛纪念写真》
- 青岛扶轮学校，第二次日占时期
- 青岛扶轮学校校舍特写，原祥福洋行“四座楼”
- “四座楼”遗存之一，原3号楼附属建筑（后楼），2021年
- 湖南路29号门房，可能为铁路小学时期所建，2018年